# Meuria Bluek
Meuria Bluek is een bestuurslaag in het regentschap Aceh Utara van de provincie Atjeh, Indonesië. Meuria Bluek telt 217 inwoners (volkstelling 2010).